# 元雍
元雍（5世紀—528年5月17日），字思穆，河南郡洛阳县（今河南省洛阳市东）人，魏献文帝第五子，生母韩贵人。他在魏孝明帝时手握大权，以贪腐成为巨富。528年，孝明帝被其母胡太后毒死後，军阀尔朱荣占领洛阳，将元雍等两千多名帝国宗室和官员河陰屠杀。

## 生平
献文帝在471年传位给长子拓跋宏，就是北魏孝文帝。 476年，獻文帝被临朝摄政的嫡母文明太后冯氏毒杀。孝文帝喜欢弟弟拓跋雍无拘无束，相信拓跋雍会大器晚成。485年，拓跋雍被封为颍川王，494年，孝文帝从平城（今山西省大同市）迁都洛阳，拓跋雍改封为高阳王。496年，孝文帝用汉姓，拓跋姓改为元姓，拓跋雍也改为元雍。孝文帝南征南朝齐，元雍出任相州刺史。
499年，孝文帝驾崩，其子元恪继位，就是北魏宣武帝。咸阳王元禧，彭城王元勰，北海王元详并参与朝政。元雍则为冀州刺史，后来宣武帝召他回京。504年，参加审理弟弟北海王元详的案件。宣武帝亲自探访叔父的宅邸，尊为司空公，议定律令，正始四年（507年）九月转太尉公，加侍中。
北魏宣武帝死在515年。于忠和崔光宣布太子元诩为皇帝，从高皇后手中夺得权力。高皇后的叔叔高肇，是宣武帝的舅舅，在宣武帝时大权独揽。为了反对高肇，于忠和崔光迫使高皇后让元雍和任城王元澄主持朝政，于忠和元雍处死了高肇。皇太后的位置也成了孝明帝元诩的生母胡太后。
虽然元雍和元澄名义上主持朝政，但真正的权力在于忠手中，尚书裴植和郭祚秘密劝说元雍夺取于忠的权力。于忠发觉后，赐死了裴植和郭祚。于忠还想杀掉元雍，被崔光劝阻，元雍被免除官职。515年之后，胡太后亲政，将于忠调任冀州刺史。于忠一离开洛阳，元雍等人就要问罪於于忠。因为于忠救过胡太后，所以不予问罪。
胡太后纵容官员贪污腐败，聚集财富。元雍一时间成为巨富，据记载，元雍富可敌国，家中有六千男仆和五百女仆。河间王元琛和章武王元融想与之比富，但最富的还是元雍。北魏如此腐败导致了它的分裂和灭亡。520年，胡太后的妹夫元乂和宦官劉騰、侍中侯剛幽禁了太后。元乂礼敬元雍，与元乂共辅朝政。525年，元雍帮助胡太后夺回权力，处死了元乂，而元雍继续保持官位，进位丞相。
528年，孝明帝想指使将军尔朱荣杀死胡太后的情夫鄭儼，胡太后毒杀了孝明帝，立孝文帝的曾孙元钊为皇帝。尔朱荣拒绝诏令，兵发洛阳，以元勰之子元子攸为北魏孝莊帝。建义元年四月庚子（528年5月17日），尔朱荣发动河阴之变，元雍被杀。贈假黃鉞、相國，諡文穆王。

## 家庭

### 兄弟姐妹
- 魏孝文帝元宏
- 元禧，北魏骠骑大将军、太保、领太尉、咸阳王
- 元幹，北魏征东大将军、赵郡灵王
- 元羽，北魏散骑常侍、车骑大将军、司州牧、广陵惠王
- 元勰，北魏侍中、骠骑大将军、太师、彭城武宣王
- 元詳，北魏北海平王
- 常山公主，嫁陆昕之
- 乐浪公主，嫁卢道裕
- 彭城公主
- 乐安公主，嫁冯诞
- 高平公主，嫁高肇

### 妻妾
- 范阳卢氏，中书博士卢神宝之女[3][4][5]
- 博陵崔氏，崔显妹，生元泰[6][7]
- 徐月华，美人，元雍死后成为卫将军源士康的妾[8]
- 脩容，美姬[8]
- 艳姿，美姬[8]

### 子女
- 元端，北魏散骑常侍、镇东将军、金紫光禄大夫、安德文公
- 元泰，北魏通直散骑常侍、镇东将军、太常卿、高阳文孝王
- 元叡，北魏光禄少卿、济北郡王
- 元诞，东魏侍中、车骑大将军、仪同三司、司州牧、昌乐文献王
- 元勒叉，东魏镇远将军、散骑侍郎、阳平县伯
- 元亘，东魏镇远将军、散骑侍郎、濮阳县伯
- 元伏陀，东魏镇远将军、散骑侍郎、武阳县伯
- 元弥陀，东魏镇远将军、散骑侍郎、新阳县伯
- 拓跋育，北周淮安思公
- 元居罗，东魏镇远将军、散骑侍郎、卫县伯
- 元氏，嫁北魏安南将军、光禄大夫皇甫玚
- 元氏，第二女，嫁北齐散骑常侍、光禄大夫崔仲文
- 元氏，嫁北魏司州别驾郑幼儒

## 延伸阅读
[在维基数据编辑]
 《魏書·卷21上》，出自魏收《魏书》
 《北史/卷019》，出自李延壽《北史》